# Destination Wedding (2018)
Destination Wedding ist eine US-amerikanische romantische Filmkomödie aus dem Jahr 2018 von Victor Levin mit Winona Ryder und Keanu Reeves in den Hauptrollen. In Deutschland kam der Film am 2. August 2018 in die Kinos. In Österreich startete der Film am 3. August 2018.

## Handlung
Lindsay und Frank lernen sich zufällig am Flughafen kennen und können sich von Beginn an nicht ausstehen. Allerdings finden sie heraus, dass sie nicht nur im selben Flugzeug reisen, sondern auch dasselbe Ziel haben. Sie sind beide unterwegs zu einer Hochzeit in den Weinbergen Kaliforniens bei El Paso de Robles. Beide haben dazu eigentlich überhaupt keine Lust. Lindsay ist die Ex-Verlobte des Bräutigams, sie wurde von ihm damals kurz vor der Hochzeit sitzengelassen. Sie reist zur Hochzeit, um dieses Kapitel endgültig für sich abzuschließen.
Frank ist der Halbbruder des Bräutigams und hält diesen für einen Idioten. Er wurde wohl nur aus Höflichkeit eingeladen. Die Braut können beide ebenfalls nicht ausstehen. Diese gefundenen Gemeinsamkeiten überwiegen bald über die ursprüngliche Antipathie und so schließen sich die beiden emotional etwas angeknacksten Einzelgänger zusammen, um das Hochzeits-Wochenende irgendwie zu überstehen. Schließlich müssen sich Frank und Lindsay eingestehen, dass sie sich eigentlich doch ziemlich sympathisch und anziehend finden.

## Besetzung und Synchronisation
Die deutschsprachige Synchronisation übernahm die Think Global Media GmbH. Dialogregie führte Ronald Nitschke, das Dialogbuch schrieb Jörg Hartung.
| Rolle   | Darsteller   | Synchronsprecher |
| ------- | ------------ | ---------------- |
| Lindsay | Winona Ryder | Ghadah Al-Akel   |
| Frank   | Keanu Reeves | Benjamin Völz    |

## Produktion
Die Dreharbeiten fanden bis August 2017 in Kalifornien statt. Produziert wurde der Film von Gail Lyon (Sunshine Pictures), Elizabeth Dell (Two Camel Films) und Robert Jones (The Fyzz Facility). Nach Bram Stoker’s Dracula (1992), A Scanner Darkly – Der dunkle Schirm (2006) und Pippa Lee (2009) ist der Film die vierte Zusammenarbeit von Winona Ryder und Keanu Reeves. Regisseur und Drehbuchautor Victor Levin war zuvor vor allem als Produzent und Drehbuchautor fürs Fernsehen tätig, unter anderem für die Comedyserie Verrückt nach dir. Nach Von 5 bis 7 – Eine etwas andere Liebesgeschichte handelt es sich um den zweiten Kinospielfilm von Victor Levin. Ungewöhnlich ist das Stilmittel der Fokussierung auf die beiden Hauptdarsteller, indem keiner der anderen Mitwirkenden zu Wort kommt.

## Rezeption
Alexandra Seitz befand in der Berliner Zeitung, dass die Dialoge zwar durchaus scharfzüngig seien und die Schlagabtäusche zwischen Winona Ryder und Keanu Reeves auch knochentrocken und in recht hohem Tempo serviert würden, komödiantische Stimmung würde allerdings nicht so recht aufkommen.
Martin Schwickert meinte in der Hannoverschen Allgemeinen Zeitung, dass der Film von der Schnelligkeit der messerscharfen Dialoge leben würde, die Ryder und Reeves sich trocken um die Ohren hauen. „Das sei für knapp eineinhalb Kinostunden unterhaltsam, dürfte aber auch keine Sekunde länger so weitergehen. Der Sarkasmus schleift sich auf Dauer deutlich ab, und man ist erleichtert, sich nach dem Kinobesuch von diesen bis dahin unterhaltsamen Nervensägen wieder verabschieden zu können.“
Christian Horn weist bei Programmkino.de auf die geschickte Inszenierung hin: „Der Plot entspinnt sich als Folge von Einstellungen, die ohne Schnitte auskommen. Lindsay und Frank sitzen meist in einem Bild – wie gesagt, der Film weiß um ihre Liebe. Die Statisten wirken wie auf stumm geschaltet. Sie sitzen unbewegt im Hintergrund, niemand der Hochzeitsgäste spricht je ein Wort. Statt typischem Hintergrundgemurmel läuft viel Jazzmusik. Ein Pärchen gegen Alle, auch gegen sich selbst und den jeweils anderen.“
Peter Slavin schrieb in TV-Media, dass die Komödie an die Qualität von Harry und Sally zwar nicht herankomme, die Dialoge seien aber sehr amüsant und die Chemie zwischen den Hauptdarstellern stimme.
Antje Wessels schreibt auf Filmstarts, der Autor und Regisseur Victor Levin „sorgt vor allem dafür, dass es stets ein Vergnügen bleibt, den ausschweifenden Dialogen zu lauschen, die vor erhellenden Ideen und amüsanten Momenten strotzen“ und „Die Chemie zwischen den Schauspielern könnte in ihrer Disharmonie besser nicht sein. Beide agieren so subtil, dass bereits der leiseste Hauch von Zuneigung spürbar wird. Sie kommen ohne große Gesten aus und zeigen dafür umso mehr Charisma.“